# Ruisseau de Bragayrac
Le ruisseau de Bragayrac ou ruisseau des Secs est une  rivière du sud de la France dans le département Haute-Garonne dans la région Occitanie c'est un affluent rive gauche de la Saudrune donc un sous-affluent de la Garonne par le Touch.

## Géographie
De 10,2 km de longueur, le ruisseau de Bragayrac prend sa source sur la commune de Sabonnères, et se jette dans la Saudrune sur la commune de Sainte-Foy-de-Peyrolières.

## Département communes traversées
Dans le seul département de Haute-Garonne communes : Bragayrac, Sabonnères, Sainte-Foy-de-Peyrolières.

## Principaux affluents
Le ruisseau de Bragayrac a 2 petits affluents référencés